# Parnell (film)
Parnell is een Amerikaanse dramafilm uit 1937 onder regie van John M. Stahl. Destijds werd de film in Nederland uitgebracht onder de titel De strijd voor de vrijheid.

## Verhaal
De Ierse politicus Charles Stewart Parnell wordt in 1876 lid van het Britse Lagerhuis voor het kiesdistrict Meath. Zijn partij streeft naar zelfbestuur voor Ierland zonder de banden met het Verenigd Koninkrijk volledig te verbreken. Zijn verhouding met een getrouwde vrouw leidt tot een politiek schandaal.

## Rolverdeling
| Acteur           | Personage               |
| ---------------- | ----------------------- |
| Clark Gable      | Charles Stewart Parnell |
| Myrna Loy        | Catherine O'Shea        |
| Edna May Oliver  | Ben Wood                |
| Edmund Gwenn     | Henry Campbell          |
| Alan Marshall    | William O'Shea          |
| Donald Crisp     | Michael Davitt          |
| Billie Burke     | Clara Wood              |
| Berton Churchill | James Patrick Mahon     |
| Donald Meek      | Nicholas Daniel Murphy  |
| Montagu Love     | William Ewart Gladstone |
| Byron Russell    | Tim Healy               |
| Brandon Tynan    | John Redmond            |
| Phyllis Coghlan  | Ellen                   |
| Neil Fitzgerald  | Richard Pigott          |
| George Zucco     | Charles Russell         |